# Annapolis Valley

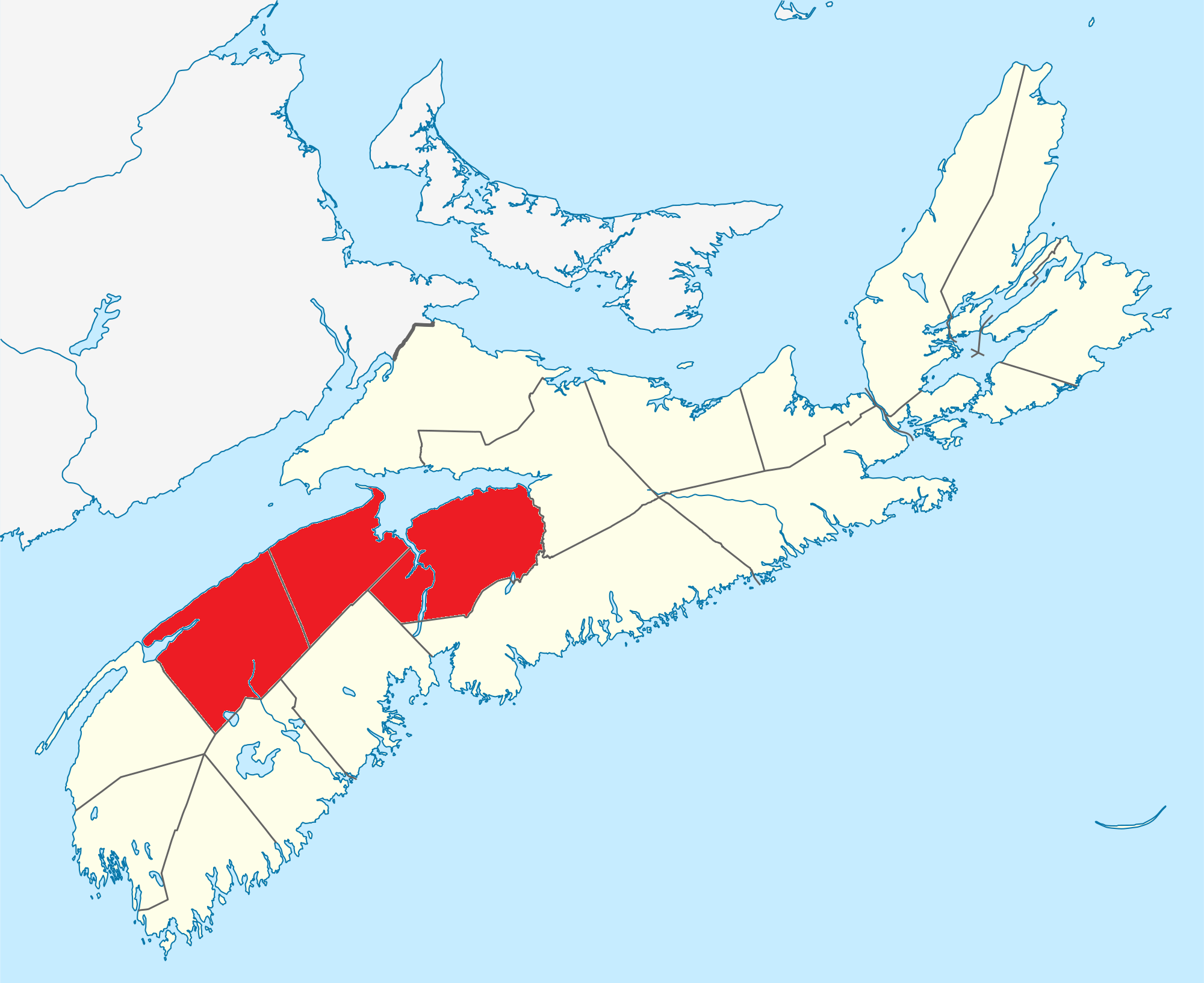
Annapolis valley map

Annapolis Valley (franska: Vallée d'Annapolis) är en dal i Kanada.   Den ligger i provinsen Nova Scotia, i den sydöstra delen av landet, 800 km öster om huvudstaden Ottawa.
Annapolis Valley genomkorsas av två floder, Annapolis River med källor i Caribou mosse, rinner åt sydväst och mynnar i Annapolis Basin och Cornwallis River med källor i North Mountain, rinner åt öster och mynnar i Minas Basin.
I omgivningarna runt Annapolis Valley växer i huvudsak blandskog. Runt Annapolis Valley är det glesbefolkat, med 18 invånare per kvadratkilometer.